# Wavefront OBJ
OBJ (або .OBJ) — формат файлу опису геометрії, вперше створений в Wavefront Technologies для їхнього анімаційного пакету Advanced Visualizer. Це відкритий файловий формат, який взяли були інші розробники 3d редакторів за стандарт.
Формат OBJ дуже простий, і задає тільки геометрію об'єкта, а якщо конкретно, то координати кожної вершини, її текстурні координати, нормалі, і грані, що задаються списками вершин багатокутників. Вершини багатокутників за замовчуванням задаються проти годинникової стрілки, роблячи явне задання нормалей необов'язковим.
Типовий файл OBJ виглядає приблизно так:
```
 
# це коментар

 
# Список вершин заданих координатами (x,y,z)

 
v
 
0.123
 
0.234
 
0.345
 
 
v
 
...
 
 
...

 
 
#Текстурні координати (u,v).

 
vt
 
0.500
 
-
1.352

 
vt
 
...

 
...

 
 
#Нормалі (x,y,z); нормалі можуть бути не нормалізовані.

 
vn
 
0.707
 
0.000
 
0.707

 
vn
 
...

 
..

 
 
#Кожна грань задається множиною трьох індексів кожен з яких відповідає за вершину/текстуру/нормаль

 
#координати яких записані в списках вище

 
#Тому f 1/1/1 2/2/2 3/3/3 це трикутник, що має текстурні координати та нормалі для 

 
#всіх трьох вершин

 
#ЗАУВАЖЕННЯ: Списки нумеруються починаючи з одиниці.

 
 
f
 
v1
/
vt1
/
vn1
 
v2
/
vt2
/
vn2
 
v3
/
vt3
/
vn3

 
f
 
...

 
 
# Чотирикутники, та інші многокутники задаються відповідною кількістю вершин

 
f
 
v1
/
vt1
/
vn1
 
v2
/
vt2
/
vn2
 
v3
/
vt3
/
vn3
 
v4
/
vt4
/
vn4

 
f
 
...

 
...

 
# Можуть бути присутніми не усі можливі індекси, наприклад без нормалі

 
f
 
v1
/
vt1
 
v2
/
vt2
 
v3
/
vt3
 
v4
/
vt4

 
# або без текстурних координат

 
f
 
v1
//
vn1
 
v2
//
vn2
 
v3
//
vn3
 
v4
//
vn4

 
# або тільки індекси вершин

 
f
 
v1
 
v2
 
v3
 
v4

 
 
# Матеріали, що описують візуальні аспекти моделі зберігаються в зовнішніх файлах .mtl

 
mtllib
 
[
external
 
.
mtl
 
file
 
name
]

 
...

 
 
# Іменовані об'єкти, групи многокутників і матеріалів описуються такими тегами:

 
o
 
[
object
 
name
]

 
...

 
g
 
[
group
 
name
]

 
...

 
usemtl
 
[
material
 
name
]

 
...

 
# Ім'я матеріалу має збігатися з відповідним іменем матеріалу в файлі .mtl

 
# Кожен тег застосовується до всіх граней що йдуть після нього, поки не

 
# зустрінеться інший тег такого ж типу. Текстурні координати можуть не задаватись, якщо 

 
# опис матеріалу не включає текстуру:

 
f
 
v1
//
vn1
 
v2
//
vn2
 
v3
//
vn3

 
...

 
 
# Згладжування між гранями дозволяється через [[групи згладжування]]

 
s
 
1

 
...

 
# А також таке згладжування може бути вимкненим.

 
s
 
off

 
...

```

Один файл OBJ може посилатись на кілька зовнішніх матеріалів.
Також підтримуються гладкі поверхні NURBS.

## Програми що підтримують формат
- 3DPaintBrush
- 3D Studio Max
- Anim8or
- Art of Illusion
- Autodesk Mudbox
- Autodesk Softimage
- Ayam
- Blender
- CADdoctor
- Carrara
- Cheetah3D
- Cinema 4D
- CityEngine
- Curvy3D
- DAZ Studio
- EnSight (CEI)
- Feature Manipulation Engine
- FreeCAD
- Game Maker
- GLC Player
- SketchUp
- Hexagon
- Houdini
- Irrlicht Engine
- Lightwave
- Mathematica
- Maya
- modo
- MeshLab
- Misfit Model 3d
- Open Cobalt
- OpenCTM
- Poser
- Rhinoceros 3D
- Sweet Home 3D
- TransMagic
- TrueSpace
- VisIt
- Vue
- Wings 3D
- X-Plane Plane Maker
- ZBrush